# Sara Gideon
Sara Gideon (ur. 4 grudnia 1971 w Rhode Island) – amerykańska polityczka Partii Demokratycznej ze stanu Maine. Od 7 grudnia 2016 spikerka Izby Reprezentantów Maine, od 5 grudnia 2012 członkini Izby Reprezentantów Maine.

## Życiorys

### Lata młodzieńcze i edukacja
Gideon urodziła się i wychowała w stanie Rhode Island. Jej ojciec urodził się w Indiach, natomiast matka to Ormianka drugiej generacji. Ukończyła East Greenwich High School w miejscowości East Greenwich. W 1994 otrzymała bakalaureat z Elliott School of International Affairs Uniwersytetu Georga Washingtona oraz była stażystką u senatora Stanów Zjednoczonych Claiborne'a Pella.

### Kariera polityczna
W 2004 roku przeniosła się do Freeport i pełniła funkcję wiceprzewodniczącej Rady Miasta. W 2003 pracowała jako dyrektor ds. reklam w USA Today.
Po raz pierwszy do Izby Reprezentantów Maine została wybrana w 2012 roku. W 2014 uzyskała reelekcję oraz została asystentką lidera większości Izby Reprezentantów Maine. 7 grudnia 2016 została wybrana spikerką Izby. W 2018 ponownie została wybrana do Izby i ponownie została jej spikerką.
24 czerwca 2019 poinformowała o starcie w wyborach do Senatu Stanów Zjednoczonych. Otrzymała poparcie Komitetu Kampanii Senatorskich Demokratów. Zwyciężyła w prawyborach Partii Demokratycznej i przegrała z Susan Collins w wyborach powszechnych.

## Wyniki wyborcze
| Rok  | Komitet wyborczy           | Komitet wyborczy     | Organ                     | Okręg            | Wynik         |
| ---- | -------------------------- | -------------------- | ------------------------- | ---------------- | ------------- |
| 2012 |                            | Partia Demokratyczna | Izba Reprezentantów Maine | nr 106           | 3525 (65,74%) |
| 2014 | nr 48                      | Partia Demokratyczna | Izba Reprezentantów Maine | 3226 (67,00%)    |               |
| 2016 | nr 48                      | Partia Demokratyczna | Izba Reprezentantów Maine | 3994 (68,45%)    |               |
| 2018 | nr 48                      | Partia Demokratyczna | Izba Reprezentantów Maine | 4003 (73,54%)    |               |
| 2020 | Senat Stanów Zjednoczonych | Partia Demokratyczna | –                         | 347 223 (42,39%) |               |